# Margot van Geffen
Margot van Geffen, född den 23 november 1989 i Tilburg i Nederländerna, är en nederländsk landhockeyspelare.

## Karriär
Margot van Geffen tog OS-guld i damernas landhockeyturnering i samband med de olympiska landhockeytävlingarna 2012 i London. Vid de olympiska landhockeytävlingarna 2016 i Rio de Janeiro tog hon en silvermedalj efter förlust på straffar mot Storbritannien i finalen.
I augusti 2021 vid OS i Tokyo tog van Geffen sitt andra OS-guld efter att Nederländerna besegrat Argentina med 3–1 i finalen.